# Gare de Brazey-en-Plaine
La gare de Brazey-en-Plaine est une gare ferroviaire française de la ligne de Dijon-Ville à Saint-Amour, située sur le territoire de la commune de Brazey-en-Plaine, dans le département de la Côte-d'Or et en région Bourgogne-Franche-Comté. 
Elle est mise en service en 1882 par la Compagnie des chemins de fer de Paris à Lyon et à la Méditerranée (PLM) et est toujours active aujourd'hui.
C'est une halte voyageurs de la Société nationale des chemins de fer français (SNCF), desservie par des trains régionaux du réseau TER Bourgogne-Franche-Comté.

## Situation ferroviaire
Établie à 185 mètres d'altitude, la gare de Brazey-en-Plaine est située au point kilométrique (PK) 340,698 de la ligne de Dijon-Ville à Saint-Amour, entre les gares d'Aiserey et de Saint-Jean-de-Losne.

## Histoire
La station de Brazey-en-Plaine est officiellement mise en service le 20 juin 1882 par la Compagnie des chemins de fer de Paris à Lyon et à la Méditerranée (PLM), lorsqu'elle ouvre à l'exploitation la voie unique de la section de Dijon à Seurre de sa ligne de Dijon-Ville à Saint-Amour. C'est une station de 3e classe établie sur un palier à 7 962 mètres de celle d'Aiserey. Elle dispose d'un bâtiment voyageurs, d'une halle à marchandises avec quai découvert, d'un abri, d'un pavillon d'aisances, de deux quais et de voies de service.
La halte est rénovée au début des années 2000, dans le cadre régional d'une convention de modernisation des gares TER réalisée en partenariat par l'État, le Conseil Régional de Bourgogne et la SNCF. Les travaux ont notamment concerné la peinture, la rénovation du mobilier et l'amélioration de l'information présente dans la halte.

## Fréquentation
De 2015 à 2023, selon les estimations de la SNCF, la fréquentation annuelle de la gare s'élève aux nombres indiqués dans le tableau ci-dessous.
| Année     | 2015   | 2016   | 2017   | 2018   | 2019   | 2020   | 2021   | 2022   | 2023   |
| --------- | ------ | ------ | ------ | ------ | ------ | ------ | ------ | ------ | ------ |
| Voyageurs | 43 147 | 43 048 | 43 808 | 36 959 | 36 997 | 28 595 | 28 186 | 45 283 | 45 705 |

## Service des voyageurs

### Accueil
Halte SNCF, c'est un point d'arrêt non géré (PANG) à accès libre. Elle est équipée d'un automate pour l'achat de titres de transport TER.
Un souterrain permet la traversée des voies et l'accès aux quais.

### Desserte
Brazey-en-Plaine est desservie par des trains du réseau TER Bourgogne-Franche-Comté de la relation Dijon-Ville - Bourg-en-Bresse (ou Seurre).

### Intermodalité
Le stationnement des véhicules est possible à proximité de l'ancien bâtiment voyageurs.

## Patrimoine ferroviaire
L'ancien bâtiment voyageurs de type PLM 3e classe, inutilisé par la halte, borde les quais.

## Embranchement particulier
Une installation terminale embranchée (ITE) se détache de la ligne de Dijon-Ville à Saint-Amour quelques centaines de mètres avant la gare. Exploité par la société céréalière Groupe Soufflet et plus particulièrement par sa malterie basée à Brazey-en-Plaine, cet embranchement est constitué de trois voies à écartement normal, deux d'entre elles servent au stockage des wagons céréaliers tandis que la dernière traverse la commune sur 1,5 kilomètre pour rejoindre l'établissement du groupe.
L'embranchement est en partie électrifié : seules les voies de stockage le sont par une caténaire se détachant de la ligne de Dijon-Ville à Saint-Amour, qui l'alimente directement.